# Bilmaranahalli, Bangalore North
Bilmaranahalli là một làng thuộc tehsil Bangalore North, huyện Bangalore Urban, bang Karnataka, Ấn Độ.